# Mormonia lucetta
Mormonia lucetta är en fjärilsart som beskrevs av H. Edwards 1882. Mormonia lucetta ingår i släktet Mormonia och familjen nattflyn. Inga underarter finns listade i Catalogue of Life.